# أليخاندرو غالفان غارزا
أليخاندرو غالفان غارزا (بالإسبانية: Alejandro Galván Garza)‏ هو سياسي مكسيكي، ولد في 27 سبتمبر 1955 في المكسيك، وتوفي في 22 نوفمبر 2006 في مدينة مكسيكو في المكسيك. حزبياً، نشط في حزب العمل الوطني. وقد انتخب عضو مجلس الشيوخ من المكسيك.